# Saurat
Saurat é uma comuna francesa na região administrativa de Occitânia, no departamento de Ariège. Estende-se por uma área de 44,29 km². Em 2010 a comuna tinha 649 habitantes (densidade: 14,7 hab./km²).